# San José Lachiguiri
San José Lachiguiri är en kommun i Mexiko.   Den ligger i delstaten Oaxaca, i den sydöstra delen av landet, 400 km sydost om huvudstaden Mexico City.
Följande samhällen finns i San José Lachiguiri:
- Nizagoche
- Rancho Mijangos
- El Carrizal
- Barrio Tercero